# Кастеле ле Сос
Кастеле ле Сос (фр. Castellet-lès-Sausses) је насељено место у Француској у региону Прованса-Алпи-Азурна обала, у департману Горњопровансалски Алпи.
По подацима из 2011. године у општини је живело 118 становника, а густина насељености је износила 2,19 становника/km².

## Демографија
| 1962. | 1968. | 1975. | 1982. | 1990. | 2011. |
| ----- | ----- | ----- | ----- | ----- | ----- |
| 152   | 134   | 104   | 114   | 119   | 118   |